# Arthrostylidium banaoense
Arthrostylidium banaoense är en gräsart som beskrevs av Luis Catasús. Arthrostylidium banaoense ingår i släktet Arthrostylidium och familjen gräs.
Artens utbredningsområde är Kuba. Inga underarter finns listade i Catalogue of Life.